# 穆黑尔恩
穆黑尔恩是德国石勒苏益格－荷尔斯泰因州的一个市镇。总面积14.28平方公里，总人口566人，其中男性287人，女性279人（2011年12月31日），人口密度40人/平方公里。